# Эрреро, Мигель Альфонсо
Миге́ль Альфо́нсо Эрре́ро Хавало́яс  (исп. Miguel Alfonso Herrero Javaloyas), более известный как Ми́чел (исп. Michel; род. 29 июля 1988, Бурхасот, Валенсия) — испанский футболист, атакующий полузащитник клуба «Эркулес».

## Карьера

### Клубная
После ухода из родного «Бурхасота», в котором Мичел играл с детства, он перешёл в «Валенсию» и начал играть за вторую команду. После череды травм полузащитников основной команды (Рубена Барахи, Эду и Мануэля Фернандеша), он был призван Унаи Эмери в основную команду, и дебютировал в Ла Лиге 6 декабря 2008 года в матче против «Барселоны», сыграв в итоге 20 минут. Матч закончился поражением «Валенсии» со счётом 0:4 (до этого он уже появлялся в матче кубка против клуба «Португалете»).
В основном составе Мичел впервые вышел на поле 3 марта 2009 года в матче против «Нумансии», проигранном «Валенсией» со счётом 1:2. В начале июня 2010, проведший на поле в сезоне 2009/10 всего лишь 28 минут, Мичел был отдан в аренду «Депортиво Ла-Корунья».
Летом 2013 года после скитаний по арендам и продажи в «Леванте» Мичел вернулся в родной клуб. Сумма трансфера составила 400 тысяч евро.

### В сборной
В сборной Испании Мичел выступал только на молодёжном уровне в команде до 21 года. Проведя в итоге в футболке сборной 4 матча и отметившись одним голом.

## Достижения
- 3-е место в чемпионате Испании: 2009/10